# Фундаментальная ошибка атрибуции
Фундамента́льная оши́бка атрибу́ции (англ. fundamental attribution error) — понятие в социальной психологии, обозначающее переоценку личностных и недооценку обстоятельственных причин при интерпретации поведения другого человека. 
Это склонность человека объяснять поведение других их индивидуальными особенностями, а своё поведение — ситуацией, внешними обстоятельствами. Термин был предложен в 1977 году американским социальным психологом Ли Россом.
Данный феномен можно продемонстрировать на примере плохо успевающего студента и его научного руководителя. Студент склонен объяснять свои проблемы внешними обстоятельствами: стрессом, здоровьем и так далее. Научный руководитель, в свою очередь, пытается объяснить это неорганизованностью студента, его ленью, слабыми способностями. В данном примере студент является участником события и апеллирует к обстоятельствам, а научный руководитель как наблюдатель объясняет поведение личностными особенностями студента.
Фундаментальная ошибка атрибуции — одно из когнитивных искажений.
Похожий феномен — феномен корреспондирующего вывода, показывающий, какую именно информацию используют люди для соотнесения поведения воспринимаемого человека с его личностными характеристиками. Термин был предложен Эдвардом Джонсом[en] и Кейт Дэвис в 1965 году.

## Классический эксперимент
В 1967 году Эдвард Э. Джонс и В. Харрис обратились к студентам Университета Дьюка с просьбой принять участие в дискуссии и выступить с «речью» о кубинском лидере Фиделе Кастро.
Студенты-слушатели были разделены на 2 группы:
1. Первая группа думала, что позиция оратора выбрана им свободно.
2. Студентам второй группы говорилось, что позиция оратору была предписана. Данная группа делилась ещё на 3 варианта:
  - текст «речи» — работа студента, которому надо было дать краткую защиту Ф. Кастро;
  - текст «речи» — выдержка из заявления какого-то участника дискуссии, у которого была задача выразить определённую позицию, предписанную ему руководителем («за» или «против» Ф. Кастро);
  - текст «речи» — магнитофонная запись психологического теста, в котором участнику была дана точная инструкция, какую точку зрения выразить, «за» или «против» Ф. Кастро.

Результаты эксперимента:
1. В ситуации «свободного выбора» студенты совершали фундаментальную ошибку атрибуции, они объясняли позицию оратора его личностными особенностями.
2. Во второй группе испытуемых прослеживался интересный результат: несмотря на тот факт, что испытуемые знали, что позиция оратора была ему предписана изначально, они во всех случаях приписали позицию оратора его личности. В первом варианте испытуемые были убеждены, что автор работы «за» Ф. Кастро. Во втором и третьем вариантах если была заявлена позиция «за», то испытуемые считали, что оратор действительно «за», а если наоборот, то действительно «против».

Эксперимент показал, что даже если субъекту восприятия известен вынужденный характер поведения воспринимаемого человека, он склонен приписывать причину не обстоятельствам, а именно личности деятеля.

## Условия возникновения
Ли Росс указал несколько причин возникновения фундаментальной ошибки атрибуции:
1. Ложное согласие — человек воспринимает свою точку зрения как «нормальную» и думает, что другим присуща та же точка зрения. Если точка зрения отличается, то это объясняется личностью другого человека.
2. Неравные возможности — в определённых ролях при ролевом поведении совершается апелляция именно к позитивным качествам личности, происходит их переоценка и не учитывается ролевая позиция.
3. Легкость построения ложных корреляций — данный феномен заключается в том, что человек соединяет две черты как сопутствующие друг другу.
4. Большее доверие к фактам, чем к суждениям — первый взгляд человека обращен к личности. В данном аспекте «личность» рассматривается как «факт», она безусловна.
5. Игнорирование информационной ценности неслучившегося — человек обращает внимание на случившееся и апеллирует к субъекту, то есть непосредственно к личности.

Фундаментальная ошибка атрибуции может также объясняться другими факторами, например верой в справедливый мир. Это вера в то, что люди получают то, что они заслуживают, само понятие было предложено в 1977 году Дж. Лернером. Существует точка зрения, что фундаментальная ошибка атрибуции может быть вызвана особенностями культуры, предполагается, что люди, выросшие в индивидуалистической культуре, более склонны приписывать успех внутренним, личностным качествам, нежели люди из коллективистских культур.

## Критика
Мнение о том, что все люди подвержены фундаментальной ошибке атрибуции, не избежало критики.
Некоторые исследователи утверждают, что фундаментальная ошибка атрибуции может проявляться не во всех случаях, склонность атрибутировать причины поведения личностным особенностям может стать причиной ошибки, а может и не стать, например, родители, которые склонны считать, что их ребенок не употребляет наркотики, в конечном счете могут ошибаться, а могут быть правы.
Также высказано предположение о том, что некоторые обстоятельства нашей жизни, например собеседование, похожи на эксперименты, описывающие фундаментальную ошибку атрибуции, в этом случае человек находится под давлением, участники процесса ощущают его больше, чем наблюдатели, это и становится причиной ошибки атрибуции. Но в других условиях, более спокойных, например у себя дома, люди проявляют свою индивидуальность и могут воспринимать собственное поведение как более непринужденное, чем считают наблюдатели.
Тем не менее большинство исследователей согласны с тем, что люди предрасположены к тому, чтобы объяснять поведение окружающих их внутренней диспозицией, то есть личностными особенностями, и иногда подобное объяснение оказывается правильным.